# Tony La Russa
Anthony "Tony" La Russa, Jr. (nacido el 4 de octubre de 1944) es un exbeisbolista estadounidense y actual mánager de los Chicago White Sox de las Grandes Ligas de Béisbol (MLB). Anteriormente dirigió a los Oakland Athletics y St. Louis Cardinals. 
La Russa llevó a sus equipos a ganar seis campeonatos de la liga y tres títulos de Serie Mundial, y hasta el 2011 fue el tercer mánager con más victorias en todos los tiempos de la MLB, detrás de Connie Mack y John McGraw.
Como jugador, La Russa hizo su debut en ligas mayores con los Kansas City Athletics en 1963. Después de una lesión en el hombro el siguiente descanso de temporada, pasó la mayoría de su carrera en las Ligas Menores de Béisbol. Jugó partes de otras cinco temporadas en las ligas mayores con los Kansas City/Oakland Athletics, Atlanta Braves, y Chicago Cubs. Su aparición final en grandes ligas fue en 1973 con los Cubs, pero continuó jugando en las ligas menores hasta 1977. Después del final de su carrera como jugador, obtuvo un grado Juris Doctor del Florida State University College of Law.
La Russa fue nombrado mánager de los White Sox a la mitad de la  temporada de 1979. En la temporada 1983 llevó a los White Sox a un título de la División Oeste de la Liga Americana; sin embargo, los White Sox lo despidieron durante la temporada de 1986. Menos de tres semanas después, La Russa fue contratado para dirigir a los Athletics, y llevó al equipo a tres campeonatos de la Liga Americana y al título de la Serie Mundial de béisbol de 1989. Dejó a Oakland al terminar la temporada de 1995 para dirigir a los Cardinals, y llevó al equipo a tres campeonatos de la Liga Nacional y a obtener las Series Mundiales de 2006 y 2011. El 31 de octubre de 2011 anunció su retiro tres días después de ganar el título de 2011 y después de 33 temporadas como mánager de ligas mayores.

## Carrera como jugador
La Russa fue firmado por los Kansas City Athletics como infielder central previo al inicio de la temporada de 1962. Llegó a los A's la siguiente temporada, haciendo su debut el 10 de mayo de 1963. En el siguiente receso de temporada sufrió una lesión en el hombro mientras jugaba sóftbol con sus amigos, y el hombro continuó molestándolo durante el resto de su carrera como jugador.
Durante las siguientes seis temporadas, La Russa jugó la mayoría del tiempo en las Ligas Menores de Béisbol, haciéndolo pertenecer al roster de los ahora Oakland A's en 1968 y 1969. Pasó la temporada completa de 1970 con el club grande, y después en 1971 los A's lo cambiaron a los Atlanta Braves. Su último juego en las ligas mayores fue con los Chicago Cubs, donde apareció como corredor emergente en un juego el 6 de abril de 1973. También pasó tiempo en las organizaciones de los Pittsburgh Pirates, Chicago White Sox, y St. Louis Cardinals.
En 132 juegos jugados totales (40 en la alineación inicial) bateó para 35 de 176, dándole un porcentaje de bateo de.199. Sus 23 bases por bolas impulsaron su porcentaje de embasado (OBP) a.292. Tuvo 7 carreras impulsadas y anotó 15 carreras. Hizo 63 apariciones como segunda base, 18 como shortstop, y 2 jugando la tercera base, con un porcentaje de fildeo de.960 en 249 oportunidades totales y participando en 34 double plays.

## Carrera como mánager
La Russa obtuvo un grado Juris Doctor (J.D.) del Florida State University College of Law en 1978 y fue admitido en el Florida Bar el 30 de julio de 1980.[cita requerida] Él está asociado con una firma de abogados de Sarasota aunque no es elegible para ejercer en este tiempo. La Russa ha dicho que "He decidido que preferiría conducir los autobuses de las ligas menores que practicar la abogacía para vivir".[cita requerida] Poco antes de graduarse del FSU College of Law, La Russa habló con uno de sus profesores sobre sus planes de pos-graduación, indicándole al profesor que tenía una oportunidad para to dirigir en las ligas menores, y preguntó a su profesor qué es lo que debería hacer.[cita requerida] El profesor de La Russa respondió: "Madura, tú ya eres un adulto, tú vas a ser un abogado". [cita requerida] Él es uno de un selecto número de mánager de ligas mayores en la historia del béisbol que ha ganado un título de leyes o aprobado un examen estatal; otros ejemplos son John Montgomery Ward (New York Giants, Brooklyn y Providence, finales de los años 1800s), Hughie Jennings (Detroit, 1907-20, New York Giants, 1924), Miller Huggins (St. Louis Cardinals y New York Yankees, 1913-29), Muddy Ruel (St. Louis Browns, 1947), Jack Hendricks (St. Louis Cardinals, 1918, Cincinnati, 1924-29), y Branch Rickey (St. Louis Browns, 1913-15, St. Louis Cardinals, 1919-25). La Russa es también comúnmente acreditado por la llegada del "bullpen moderno".[cita requerida]

### Chicago White Sox (1979–1986)
Los White Sox le dieron a La Russa su primera oportunidad como mánager en 1978 nombrándolo entrenador de su filial de Doble-A, los Knoxville Sox de la Southern League. La Russa pasó una media temporada con Knoxville antes de ser promovido al personal de coaches de los White Sox cuando el propietario Bill Veeck cambió mánagers de Bob Lemon a Larry Doby. Doby fue despedido al final de la temporada; Don Kessinger, anterior shortstop estrella del otro equipo de la ciudad (los Cubs), fue nombrado como el jugador-mánager de los White Sox para 1979, y La Russa fue nombrado mánager de los Iowa Oaks de Triple-A  de la American Association.
Los White Sox despidieron a Kessinger con una marca de 46-60 transcurridos dos tercios de la temporada 1979 y lo reemplazaron con La Russa. Los White Sox tuvieron una marca de.500 para el resto de la campaña 1979. Él acredita a Paul Richards por ser el primero en inspirarlo a creer que podría ser exitoso como un mánager de ligas mayores.[cita requerida] La Russa fue nombrado Mánager del año de la Liga Americana en 1983, cuando su club ganó la División Oeste de la AL pero perdió frente a los Baltimore Orioles en la Serie de Campeonato. Los White Sox despidieron a La Russa después de un inicio con marca de 26-38 en 1986.

### Oakland Athletics (1986–1995)
La Russa tuvo un receso de menos de tres semanas antes de que su viejo club, los Athletics, lo llamaran para que fuera su mánager. Él llevó al club a tres Series Mundiales consecutivas, de 1988 a 1990, barriendo a los San Francisco Giants en la Serie Mundial de béisbol de 1989, retrasada por el Terremoto de Loma Prieta, conocido como el terremoto de la Serie Mundial. En las Series Mundiales de 1988 y 1990, los Athletics de La Russa perdieron ante Los Angeles Dodgers y los Cincinnati Reds en forma significativa, a pesar del hecho de que los A's estuvieron ampliamente como favoritos en ambas ocasiones. Él ganó dos premios adicionales al Mánager del año con los A's, en 1988 y 1992, ganando de nuevo la División Oeste en el último año. Después de la temporada de 1995 en la cual los A's finalizaron 67-77, la familia Haas, con la cual La Russa tuvo una relación personal cercana, vendió al equipo después de la muerte del patriarca Walter A. Haas, Jr. La Russa fue a tomar el cargo de Joe Torre como el timón de los St. Louis Cardinals.

### St. Louis Cardinals (1996–2011)

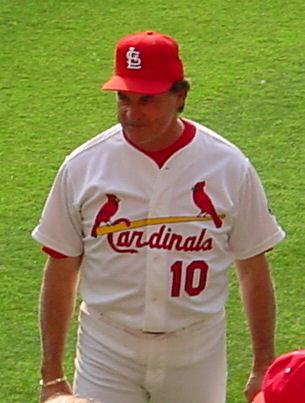
Tony La Russa en el Busch Stadium en 2002.

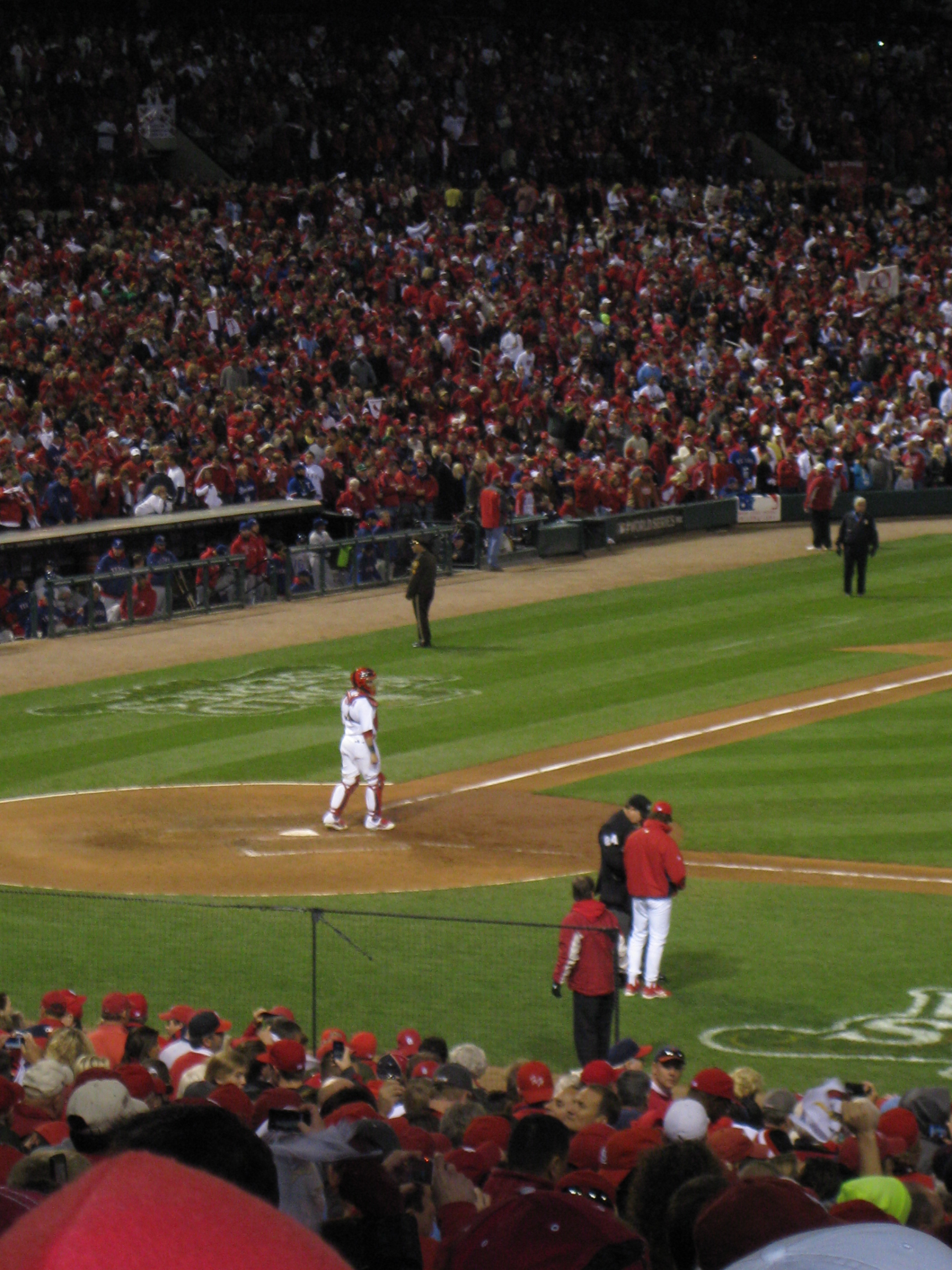
Uno de los últimos movimientos de La Russa como mánager de los Cardinals: múltiples sustituciones defensivas en la 9a entrada, Juego 7 de la Serie Mundial de béisbol de 2011.

En su primera campaña con los Cardinals in 1996, La Russa aseguró el banderín de la División Central de la Liga Nacional (y también finalizaron con el subcampeonato de la NL), una hazaña que su club repitió en 2000, 2001, 2002 (año de su cuarto premio al Mánager del año), 2004, 2005, 2006, y 2009 (los Cardinals empataron la corona de la División Central de la NL con los Houston Astros en 2001). Se volvió el primer mánager en ganar el premio cuatro veces. La Russa llevó a los Cardinals a la Serie de Campeonato de la NL 2002 (que finalmente perderían en cinco juegos con los San Francisco Giants) en un año en que los Cardinals sufrieron las muertes del locutor miembro del Salón de la Fama del Béisbol Jack Buck y el pitcher de 33 años Darryl Kile solo cuatro días después.

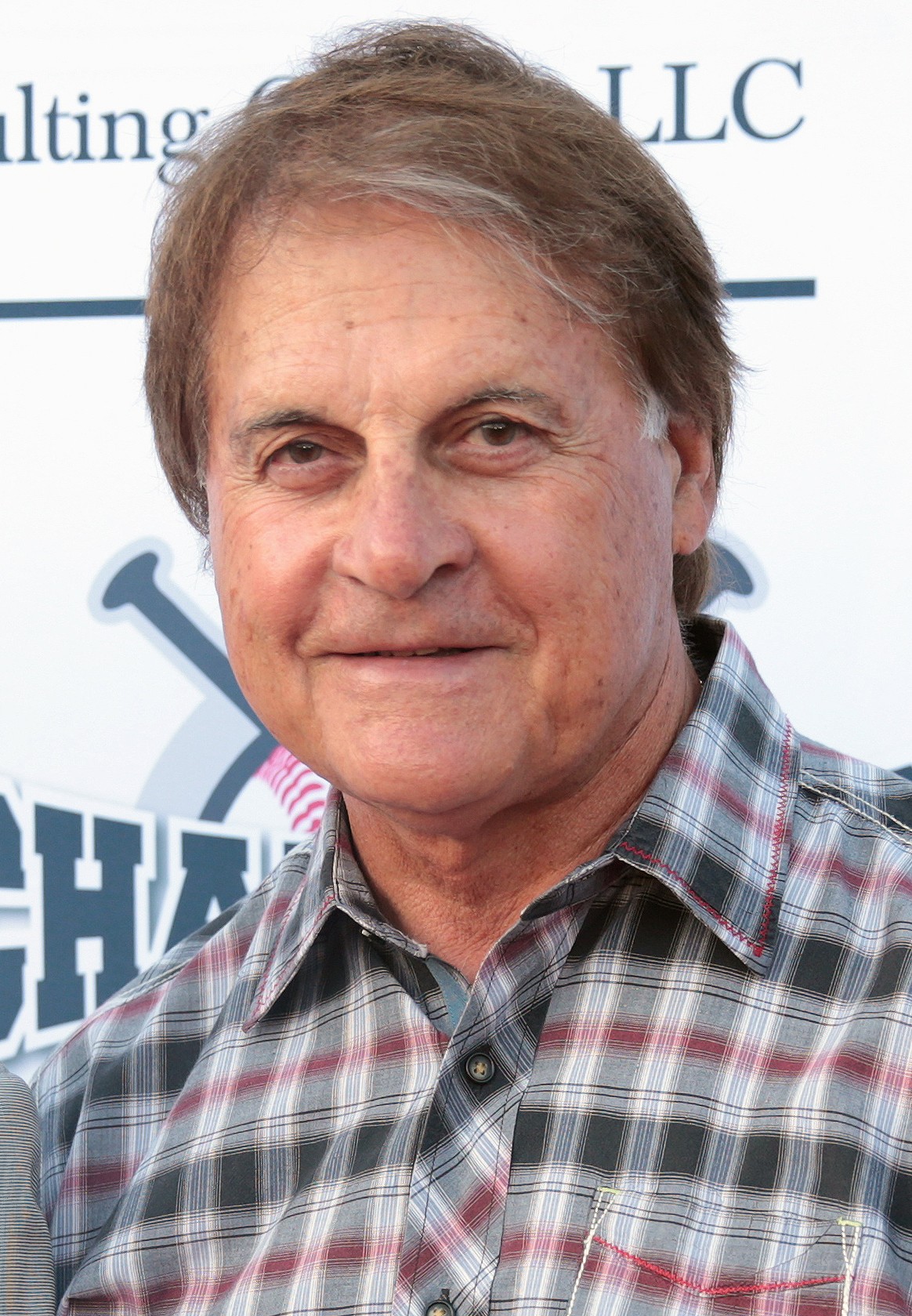
Tony La Russa en 2017

En 2004, los Cardinals ganaron el banderín de la Liga Nacional, acumulando una marca global de primer lugar de 105-57. Después de derrotar a Los Angeles Dodgers 3 juegos a 1 en la Serie Divisional, y a los Houston Astros 4 juegos a 3 en la Serie de Campeonato, fueron a la Serie Mundial por primera vez desde 1987, donde jugaron contra los Boston Red Sox, pero fueron barridos.
En la temporada 2006 regresaron a la Serie Mundial, esta vez con una victoria 4-1 sobre los Detroit Tigers, dirigidos por Jim Leyland. La marca de temporada regular de 83-78 fue la peor de todos los tiempos para un eventual campeón de Serie Mundial, desplazando a la campaña de 1987 de los Minnesota Twins de 85-77. La Russa fue el segundo mánager en ganar una Serie Mundial tanto en la Liga Americana como en la Liga Nacional, una distinción compartida con su mentor, Sparky Anderson. Cuando llegó a St. Louis, La Russa portó el número 10 para simbolizar el camino del equipo hacia su décimo campeonato y como un tributo a Anderson, que usaba el número 10 mientras dirigía a los Cincinnati Reds. Después de ganar el campeonato, eligió continuar utilizando el número 10 en relación con Anderson.
La Russa llevó a los Cardinals a la Serie Mundial de béisbol de 2011, después de derrotar a los Philadelphia Phillies en la Serie Divisional (3-2), y luego a los Milwaukee Brewers En la Serie de Campeonato (4-2). Los Cardinals derrotaron a los Texas Rangers en 7 juegos para ganar el undécimo Campeonato Mundial de la franquicia, y el tercero en la carrera como mánager de La Russa. Superó a Bobby Cox por el segundo lugar en la lista de ganadores en postemporada de todos los tiempos con su victoria número 68 en el Juego 3. Tres días después de la victoria en Serie Mundial, La Russa anunció su retiro, quedando como segundo de todos los tiempos en cuanto a victorias en postemporada con 70, tercero de todos los tiempos con 2728 victorias en temporada regular, segundo con 5097 juegos dirigidos, y segundo con 33 años como mánager empatado con John McGraw. La Russa también se volvió el primer mánager en la historia de las Ligas Mayores de Béisbol en retirarse la misma temporada en ganar un título de Serie Mundial.

### Chicago White Sox (2020)
El 29 de octubre de 2020, Los Medias Blancas anunciaron que han contratado a Tony La Russa como manager del equipo.
La Russa, de 76 años de edad, dirigió a Chicago de 1979 a 1986, su primera experiencia como capataz a nivel de Grandes Ligas. También estuvo al frente de la dinastía de los Atléticos del final de los 80, equipo que ganó tres banderines seguidos de la Liga Americana de 1988 a 1990 y la Serie Mundial de 1989. Además, La Russa fue piloto campeón con los Cardenales en el 2006 y 2011.
A los 76 años, La Russa se convirtió en el mánager de mayor edad de la MLB.
La Russa fue exaltado al Salón de la Fama en el 2014 tras su exitosa trayectoria como manager de Grandes Ligas; la cual retomó a partir del año 2020.

## Legado
La Russa es el tercero en la historia de las Ligas Mayores en victorias (2728), detrás únicamente de Connie Mack (3731) y John McGraw (2763). Dirigió 5097 juegos, uniéndose a Mack como el segundo mánager o entrenador en la historia de los deportes estadounidenses en alcanzar 5000 juegos. En 2004, se volvió el sexto mánager en la historia en ganar los banderines tanto de la AL como de la NL; en 2006 se volvió el primer mánager en ganar múltiples banderines en ambas ligas y el segundo mánager en ganar la Serie Mundial en ambas ligas. La Russa se ha unido también a Mack como el segundo mánager en ganar títulos de Serie Mundial en tres décadas y ganar banderines en cuatro. Es uno de solo cuatro mánager en ser nombrado Mánager del año en ambas Ligas.
La Russa es el mánager con más victorias en la historia de los St. Louis Cardinals, con 1408 victorias y 1182 derrotas (.544) y 1 empate como mánager del club desde 1996. Obtuvo 522-510-3 (.506) con los Chicago White Sox entre 1979-1986, llevando al club a su primera aparición en postemporada desde hace 24 años en 1983, y 798-673 (.542) con los Oakland Athletics entre 1986-1995, ganando tres banderines de la AL consecutivos entre 1988-1990; también tiene la marca de victorias para un mánager de los Athletics desde que la franquicia se mudó a Oakland en 1968.   Su juego 2000 dirigiendo a los Cardinals llegó el 31 de mayo de 2008. Dos de sus victorias de 1999 han estado en disputa; Rene Lachemann es a veces acreditado con las victorias de los Cardinals mientras La Russa estuvo hospitalizado por una úlcera estomacal, pero como las reglas del béisbol no dan crédito a los mánager temporales por una victoria o derrota cuando atienden la ausencia del mánager principal debido a enfermedad, La Russa obtiene el crédito por las dos victorias.
La Russa se volvió el líder en victorias para mánagers de los Cardinals el 31 de agosto de 2007, cuando los Cardinals derrotaron a los Cincinnati Reds 8-5, superando a Red Schoendienst (1041-955). Dirigió su juego 2500 contra los Kansas City Royals el 21 de junio de 2009, volviéndose el tercer mánager en alcanzar ese nivel de victorias después de Mack y McGraw.
Después del retiro del mánager de los Atlanta Braves Bobby Cox en 2010, La Russa fue el mayor mánager titular en MLB, y con la renuncia de por mucho tiempo head coach de la NBA Jerry Sloan de los Utah Jazz el 10 de febrero de 2011, La Russa se volvió el mayor jefe titular de todas las Ligas Mayores profesionales deportivas en Norteamérica (EUA y Canadá), hasta su retiro después de la victoria con los Cardinals en la Serie Mundial de 2011.
Como un mánager de 65 años o más, La Russa se volvió elegible para el Salón de la Fama del Béisbol seis meses después de su retiro.
El 9 de diciembre de 2013 fue elegido unánimemente al Salón de la Fama por los 16 miembros del Veterans Committee. La ceremonia de inducción fue llevada a cabo en Cooperstown, Nueva York, el 27 de julio de 2014.

## En otros medios
En 2005, La Russa fue el tema central de un libro hecho por el escritor sobre deportes Buzz Bissinger. El libro de Bissinger Three Nights in August (tres noches en agosto) profundiza sobre el rol como mánager de La Russa durante una serie de 3 juegos en 2003 entre sus Cardinals y los Chicago Cubs del mánager Dusty Baker, sus rivales eternos. El libro recibió elogios de tanto fanes y críticos, aunque algunos se quejaron de que Bissinger trata de glorificar el estilo de dirigir de La Russa a la "vieja escuela" como un reto directo a la tesis del análisis estadístico del libro de Michael Lewis de 2004 Moneyball.
Como escribió David Leonhardt del The New York Times sobre el debate "estadísticas vs. corazonadas" en 2005: "Lo que hace a esta pelea verdaderamente comparable a las que periódicamente enturbian el mundo de la historia del arte o la política extranjera es que las diferencias entre los bandos no son tan grandes como las críticas entre ellos sugieren. La Russa pasa mucho de su tiempo anotando información en tarjetas y estudiando estadísticas en su oficina".
El libro de George Will Men at Work: The Craft of Baseball (hombres trabajando: el arte del béisbol) igualmente representó a La Russa y a su entrenador de pitcheo por mucho tiempo Dave Duncan como que hacían un uso mayor del análisis estadístico que cualquier otro equipo en las ligas mayores; dicho libro fue publicado en 1990, más de una década antes de la revolución de Moneyball.
La Russa también proveyó la Inteligencia artificial para una serie exitosa de videojuegos, Tony La Russa Baseball (1991–1997). Los juegos ganaron numerosos premios y ofrecieron "nuevas" estadísticas seleccionadas con La Russa (y provistas por los prominentes autores de sabermétrica John Thorn y Pete Palmer) como herramientas para jugadores que manejaran sus equipos.